# 1820年代の航空
< 1820年代
1810年代の航空 - 1820年代の航空 - 1830年代の航空
ここでは、1820年代の航空について取り上げる。

## 1821年
- 7月19日 - チャールズ・グリーンが、ジョージ4世即位記念飛行で石炭ガスが使用した気球で飛行した

## 1824年
- イギリス人、トーマス・ハリスが恋人と乗った気球の圧力低下により降下する速度を落とすため、すべてのバラストを投棄した後、自ら気球から飛び降りて死亡した。
- イギリスの教師で発明家の、ジョージ・ポコックが9mの大きさの凧に椅子を取り付けて、彼の娘マーサを82mの高さまで飛行させた。この年の暮れには息子を凧の糸に取り付けた椅子に座らせて飛行させた後、椅子を止めたクリップをはずして、糸に沿って滑らせて地上に戻した。